# Tobiah ben Eliezer
Tobiah ben Eliezer (ebraico: טוביה בן אליעזר) (Kastoria, 1050 circa – Palestina, ...), talmudista ebreo dell'XI secolo, fu autore dell'opera Leḳaḥ Ṭob o Pesiḳta Zuṭarta, un commentario midrashico sul Pentateuco e le Cinque Megillot.
Passò gli ultimi anni di vita in Palestina.